# Teiskontie
La route de Teisko (finnois : Teiskontie), est une rue qui relie Liisankallio à Teisko dans la ville de Tampere en Finlande.

## Présentation
À l'est de son croisement avec la route d'Hervanta elle fait partie de la route nationale 12.
Teiskontie commence à l'intersection d'Itsenäisyydenkatu, de la rue du parc Kaleva et de Sammonkatu dans le quartier Liisankallio. 
Dans sa traversée du quartier de Kaleva, Teiskontie est une grande esplanade bordée d'immeubles résidentiels et commerciaux. 
À l'est, Teiskontie traverse plusieurs quartiers: Kauppi et Niihama au nord, Kissanmaa, Ruotula, Takahuhti et Pappila au sud,,.